# Muzeum venkova v Kamberku

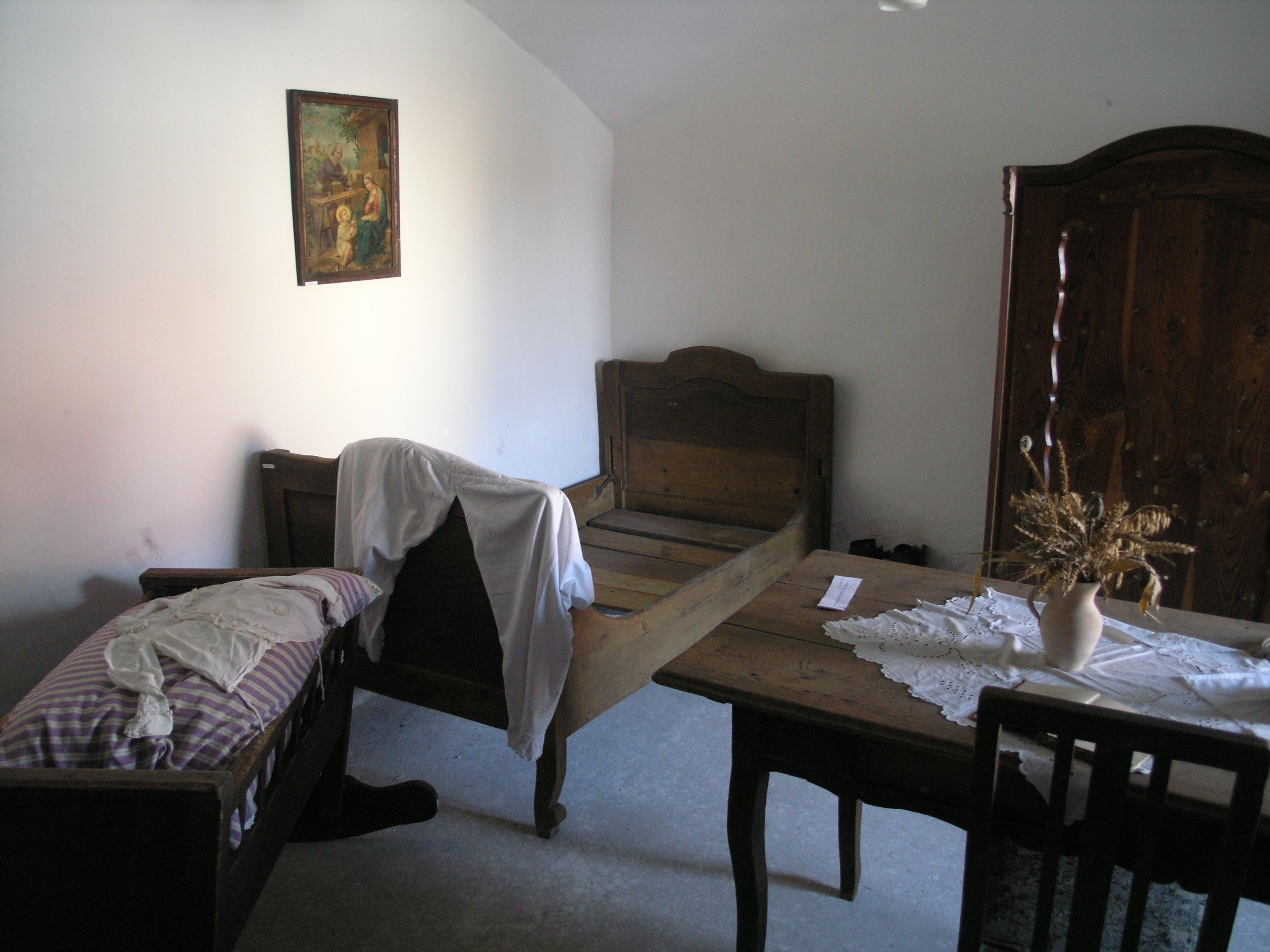
Vnitřek muzea

Muzeum venkova v Kamberku je umístěno v budově bývalé školy v Kamberku. Skládá se z Pamětní síně a historické školní třídy. Bylo otevřeno roce 2003 při příležitosti 125. výročí založení hasičského sboru v Kamberku.
V Pamětní síni se nachází více než 100 starých předmětů, jejichž vznik a používání je spjato s obcí Kamberk. Školní budova pochází z roku 1886 a v roce 1976 byla škola pro malý počet žáků zrušena. V poschodí se nyní nachází jedna třída vybavená dobovým školním nábytkem a pomůckami. Jsou zde k vidění fotografie žáků a různé školní dokumenty z 19. století. 
V roce 2006 v budově bývalé Kampeličky č. p. 2 bylo otevřeno v opraveném historickém sklepení a v půdních prostorách muzeum zemědělské techniky s exponáty starými i 150 let. V téže budově se nachází selská jizba s dobovým stoletým zařízením.